# Памятная монета
Па́мятные моне́ты (мемориа́льные моне́ты) — монеты, выпускаемые в обращение в память о каком-либо определённом событии, по одним источникам, не связанные с круглыми, юбилейными датами, по другим, связанными и с юбилеями. В последнем случае разновидностью памятных монет являются и юбилейные монеты.

## История
Разновидностью памятных монет можно считать и так называемые рудничные монеты, выпускаемые из металла только что открытого рудника или намытого в реке золота; они имеют на себе соответствующую надпись.
К памятным монетам относятся также некоторые подарочные, выпущенные не для обращения, а для раздачи их членами императорской фамилии различным людям в виде поощрения или в связи с каким-либо событием.
Так, в Древней Греции и Древнем Риме были выпущены монеты, которые могут служить историческими документами. Например, раннеримские бронзовые монеты, на которых был изображен нос корабля, свидетельствовали о гибели флота в сражении при Акциуме в 31 году до н. э. Памятными считаются и многочисленные монеты Римской империи в честь побед и завоеваний, которые отражались на монетах в виде почётных имен («Parthicus maximus», «Medicus», «Germanicus») или изображений.
Есть памятные монеты, посвящённые крестовым походам, архитектурным памятникам, договорам или семейным торжествам монетного сеньора. К памятным относятся рудничные, похоронные монеты, монеты на заключение мира, на день рождения, коронационные монеты, монеты периода Реформации, монеты в честь побед.

## Памятные монеты Российской империи
- 1834 — 1 рубль в честь открытия Александрийской колонны с профилем Александра I;
- 1835, 1836 — 1 1/2 рубля — 10 злотых «семейный рубль» Николая I с профилями его жены и детей;
- 1836 — 10 рублей в память 10-летия коронования Императора Николая I и Императрицы Александры Федоровны;
- 1839 — 1 рубль и 1 1/2 рубля в честь открытия монумента в память защитников Отечества на Бородинском поле с профилем Александра I;
- 1841 — 1 рубль «свадебный рубль» в честь бракосочетания принцессы Марии Гессенской и наследника престола Александра Николаевича;
- 1859 — 1 рубль в честь открытия памятника Николаю I с его профилем;
- 1883 — 1 рубль в честь коронации Александра III;
- 1896 — 1 рубль в честь коронации Николая II;
- 1898 — 1 рубль в честь открытия памятника Александру II с его профилем;
- 1912 — 1 рубль в честь открытия памятника Александру III с его профилем;
- 1912 — 1 рубль «славный год» в память 100-летия Отечественной войны 1812 года;
- 1913 — 1 рубль в память 300-летия Дома Романовых с портретами Михаила Федоровича и Николая II;
- 1914 — 1 рубль в память 200-летия Гангутского сражения с профилем Петра I

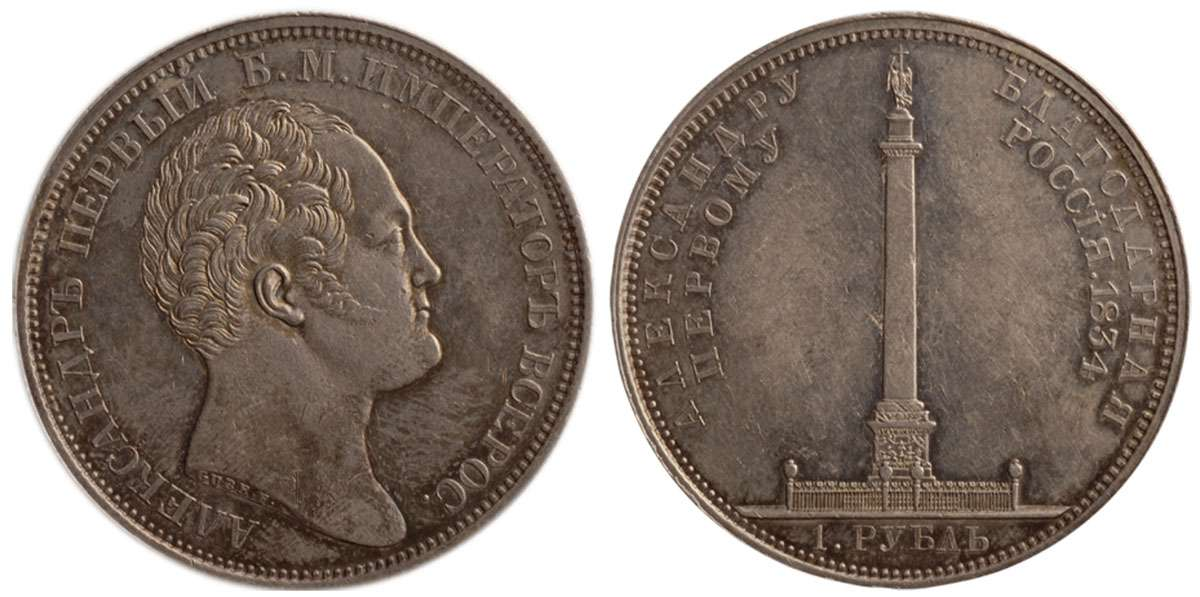
Рубль с портретом Александра I в честь открытия Александрийского столпа 1834 года.
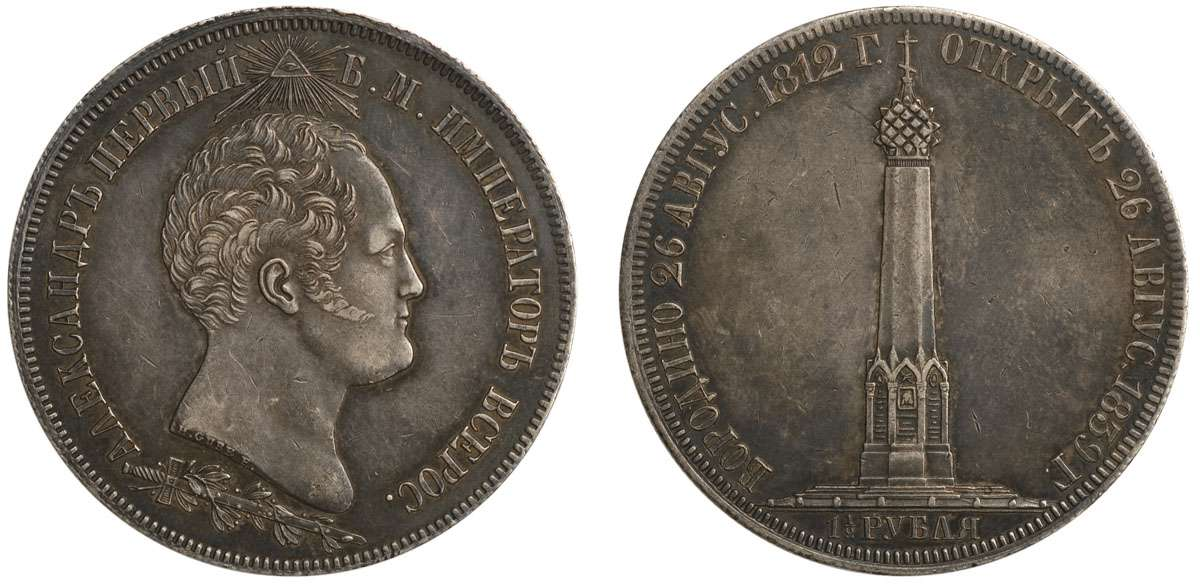
1½ рубля 1839 г. Чеканены по случаю открытия памятника-часовни на Бородинском поле.
Рубль Александра II в честь открытия памятника отцу и с профилем Николая I серебром. 1859
Рубль Николая II в честь открытия памятника деду и с профилем Александра II серебром. 1898

## Памятные монеты СССР
К памятным монетам СССР относятся:

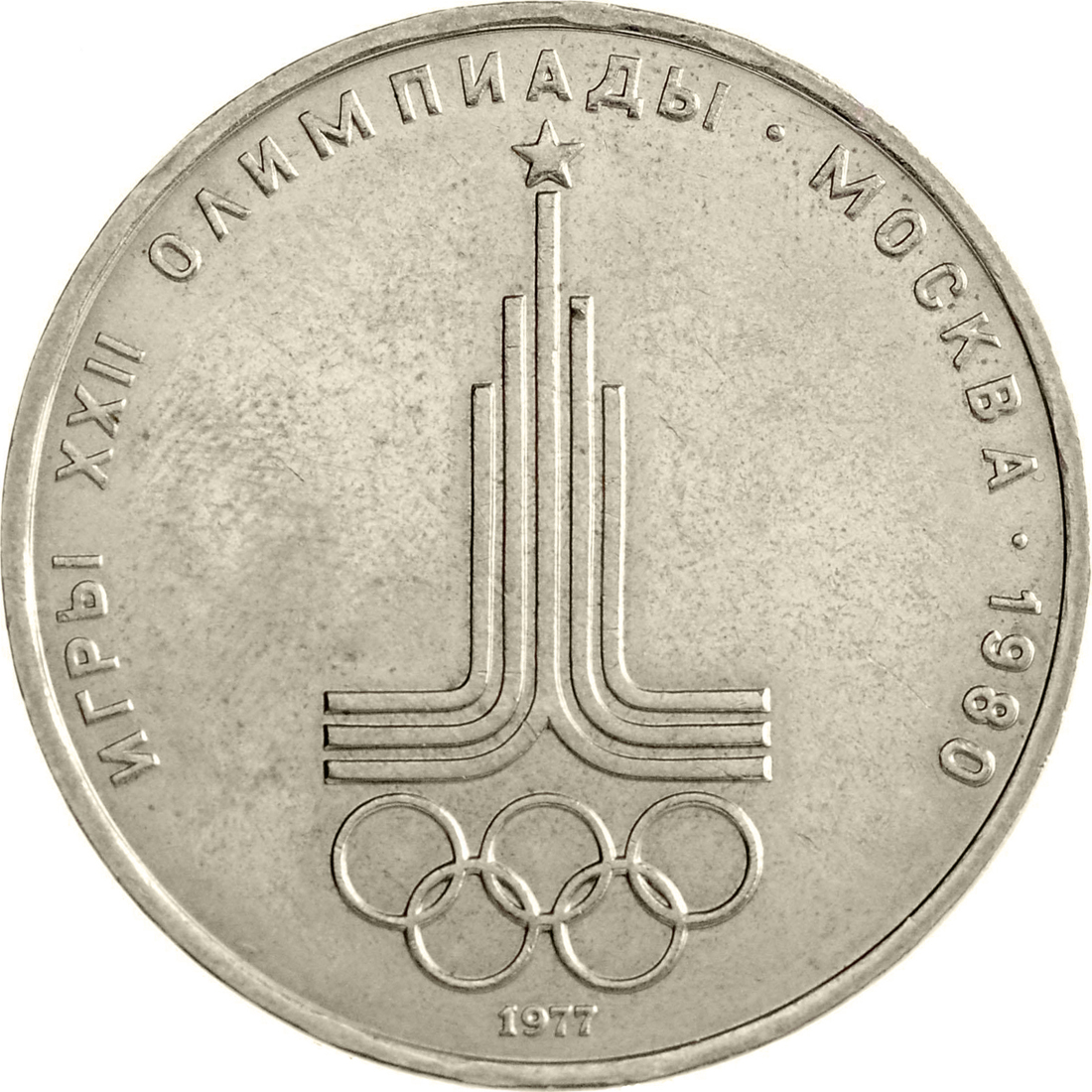
1 рубль 1977 года

- 1977—1980 — монеты, посвящённые Московской Олимпиаде 1980 года;
- 1981 — 1 рубль в честь советско-болгарской дружбы;
- 1983 — 1 рубль к 165-летию со дня рождения и 100-летию со дня смерти К. Маркса;
- 1983 — 1 рубль к 20-летию первого полёта в космос женщины;
- 1984 — 1 рубль к 400-летию со дня смерти Ивана Фёдорова;
- 1984 — 1 рубль к 150-летию со дня рождения Д. И. Менделеева;
- 1984 — 1 рубль к 125-летию со дня рождения А. С. Попова;
- 1984 — 1 рубль к 185-летию со дня рождения А. С. Пушкина;
- 1985 — 1 рубль к 115-летию со дня рождения В. И. Ленина;
- 1985 — 1 рубль к XII Международному фестивалю молодежи и студентов в Москве;
- 1985 — 1 рубль к 165-летию со дня рождения Ф. Энгельса;
- 1986 — 1 рубль к Международному году мира;
- 1986 — 1 рубль к 275-летию со дня рождения М. В. Ломоносова;
- 1987 — 1 рубль (2 монеты с различными реверсами) к 175-летию со дня Бородинского сражения;
- 1987 — 1 рубль к 175-летию со дня рождения К. Э. Циолковского;
- 1988 — 1 рубль к 120-летию со дня рождения А. М. Горького;
- 1988 — 1 рубль к 160-летию со дня рождения Л. Н. Толстого;
- 1988 — 5 рублей, посвящённые памятнику Петру I в Ленинграде;
- 1988 — 5 рублей, посвящённые памятнику Тысячелетие России в Новгороде;
- 1988 — 5 рублей, посвященные Софийскому собору в Киеве;
- 1989 — 1 рубль к 175-летию со дня рождения Т. Г. Шевченко;
- 1989 — 1 рубль к 150-летию со дня рождения М. П. Мусоргского;
- 1989 — 5 рублей, посвящённые собору Покрова на рву в Москве;
- 1989 — 5 рублей, посвящённые ансамблю Регистан в Самарканде;
- 1989 — 1 рубль к 175-летию со дня рождения М. Ю. Лермонтова

и другие монеты.